# Псиншоко
Псиншоко (рос. Псыншоко) — село у Прохладненському районі Кабардино-Балкарії Російської Федерації.
Орган місцевого самоврядування — сільське поселення Псиншоко. Населення становить 636 осіб.

## Історія
Згідно із законом від 27 лютого 2005 року органом місцевого самоврядування є сільське поселення Псиншоко.

## Населення
| 1970 | 1989 | 2002 | 2010 | 2012 | 2013 | 2014 |
| ---- | ---- | ---- | ---- | ---- | ---- | ---- |
| 497  | ↗592 | ↗675 | ↘636 | ↗658 | ↗671 | ↗675 |
| 2015 | 2016 | 2017 | 2018 | 2019 | 2020 |      |
| ↗694 | ↗698 | ↗706 | ↘703 | ↘693 | ↗700 |      |